# Lebensbilderschau
Als Lebensbilderschau bezeichnet man ein psychologisches Phänomen, das in extremen, lebensbedrohlichen Situationen auftritt. Hierbei handelt es sich um eine nicht-krankhafte Form der Hypermnesie:

„Eine nicht pathologische Sonderform der Hypermnesie ist die „Lebensbilderschau“, bei der in Augenblicken akuter Lebensgefahr innerhalb kürzester Zeit wie in einem Zeitraffer eine lange Serie von Erinnerungen abläuft.“